# エンジェルズ・アンド・エアウェーブズ
エンジェルズ・アンド・エアウェーブズ（Angels & Airwaves）は、アメリカのカリフォルニア州サンディエゴにて結成されたオルタナティヴ・ロック・バンドである。ブリンク 182活動休止後の2005年に、トム・デロング、アトム・ウィラード（元オフスプリング）らを中心に結成された。2021年現在、結成時のメンバーはトムとデヴィッドのみとなっている。またこのグループは、バンド活動以外にアートプロジェクトや映画などマルチメディアに活動している。

## 略歴
2005年9月、ブリンク 182を無期限活動休止中のトム・デロングは、イギリスのロック専門誌ケラング!に彼の新しいバンド名が「エンジェルズ・アンド・エアウェーブズ」であることを明かした。バンド・メンバーは、かつての高校の友人でボックス・カー・レーサーのデヴィッド・ケネディー、元オフスプリングのドラマーのアトム・ウィラード、元ザ・ディスティラーズのベーシストのライアン・シンが含まれていた。その後、バンドのホームページが開設され、モノクロのミュージックビデオ「The Adventure」が公開された。このビデオの冒頭にはSF映画『ブレードランナー』のセリフが含まれていた。
2006年5月23日にファースト・アルバム『ウィ・ドント・ニード・トゥ・ウィスパー』をゲフィン・レコードよりリリース、12月に自身のmyspaceにて新曲「Star Of Bethlehem」がストリーミング配信された。後に「Star Of Bethlehem」は2曲にわけられ「True Love」と共にセカンド・アルバム『アイ・エンパイア』に収録された。
2007年11月6日にセカンド・アルバム『アイ・エンパイア』をファースト同様ゲフィン・レコードよりリリース。いずれもデロング自身によってプロデュースされている。セカンド・アルバム制作中にライアンが抜け、マット・ワクター（サーティー・セカンズ・トゥ・マーズ）が加入した。その後、バンドはワープド・ツアー2008に参加し、ウィーザーのサポートで全米ツアーを行った。2008年には、デロングがファン向けに企画、開発した新しいネットワーク・サービス「モッドライフ（Modlife）」を運営開始した（現在は閉鎖）。
2010年2月14日、サード・アルバム『Love』を無料ダウンロードの形式でリリースした。そしてサード・アルバムの後編とされる『Love Part2』が翌2011年11月11日（日本盤は翌月）に『Love』とともにCD2枚組『ラヴ・アルバム・パーツ・ワン&トゥー』として販売された。後にこれまでのアルバムを制作に加わったメンバーでありドラマーのアトムがバンドから去った。その後、アトムの代わりにナイン・インチ・ネイルズのドラマーとしても知られる当時23歳のアイラン・ルービンが正式に加入した。
2012年11月9日には、『Stomping the Phantom Brake Pedal』というタイトルの新しいEPが、iTunesでダウンロード販売された。
2014年6月24日、ベーシストであるマットが、家族との時間を優先するためにバンドを脱退していたことが明らかになった。トムや彼の親しい友人達はマットがおそらく再びバンドに戻ることを、双方ともまだあると自身のFacebookに投稿した。
同年10月7日に最新アルバム『The Dream Walker』より、新曲「Paralyzed」の音源を公開した。 同日、RollingStone.comの特集記事に添付のプレス写真には、トムとアイランしか映っておらず、デヴィッドとエディー・ブレッケンリッジ（スライスのベーシストであり、マットが去った後に一時加入した）の両方がバンドを去っていたことを意味している。後に、バンドのFacebookページ上のバンド・メンバーのリストで確認された。10月23日に短編アニメーション映画『Poet Anderson: The Dream Walker』の予告編、11月12日に『The Dream Walker』からのファースト・シングル「The Wolfpack」のミュージックビデオをそれぞれ公開した。
2015年1月28日、『The Dream Walker』からのサード・シングルで映画『Poet Anderson: The Dream Walker』の挿入歌でもある「Tunnels」のミュージックビデオを公開。9月4日、トム・デロングとスザンヌ・ヤングの共著による小説『Poet Anderson ...Of Nightmares』のサウンドトラックEP『...Of Nightmares』をリリースした。
2016年4月5日、バンドはトム・デロングとA・J・ハートレーの共著による小説『Chasing Shadows』に伴って同名のEPをリリースした。また、同年の5月4日には26曲にも及ぶ『The Dream Walker』のデモ集『The Dream Walker sessions』をTo The Starsの公式サイトにてリリースした。
2017年2月、トムは自身の小説を基にした映画『Strange Times』で監督を務めること、また次のアルバムは映画のサウンドトラックになることを発表。2018年4月、脱退していたギターのデヴィッドとベースのマットが復帰。
2019年4月30日、バンドはニューシングル「Rebel Girl」をリリース。しかし、ベースのマット・ワクターは参加せず、その後またもや脱退。バンドは元Taking Back Sundayのベーシスト、マット・ルバノをバンドに迎え、同年8月にはニュー・アルバムからのセカンド・シングルである「Kiss & Tell」をリリース。
2020年4月16日、新曲「All That's Left Is Love」をリリース。またこの曲による全ての利益はCOVID-19救済募金に寄付することを発表した。
2021年5月11日、バンドは新曲「Euphoria」に続いて、新たなファンクラブ「Empire Club」を開設したと発表。2021年9月24日に5枚目のスタジオ・アルバム『Lifeforms』をリリース。

## メンバー

### 現在のメンバー
- トム・デロング (Tom DeLonge) - ボーカル、ギター (2005年- )
- デヴィッド・ケネディー (David Kennedy) - ギター (2005年-2014年、2017年- )
- アイラン・ルービン (Ilan Rubin) - ドラム (2011年- )
- マット・ルバノ (Matt Rubano) - ベース、キーボード (2019年- )

### 旧メンバー
- ライアン・シン (Ryan Sinn) - ベース (2005年-2007年)
- アトム・ウィラード (Atom Willard) - ドラム (2005年-2011年)
- マット・ワクター (Matt Wachter) - ベース、キーボード (2007年-2014年、2017年)
- エディー・ブレッケンリッジ (Eddie Breckenridge) - ベース (2014年)

## ディスコグラフィ

### スタジオ・アルバム
- 『ウィ・ドント・ニード・トゥ・ウィスパー』 - We Don't Need to Whisper (2006年、Geffen)
- 『アイ・エンパイア』 - I-Empire (2007年、Geffen)
- 『ラヴ・アルバム・パーツ・ワン』 - Love (2010年)
- 『ラヴ・アルバム・パーツ・トゥー』 - Love: Part Two (2011年、To the Stars) ※日本盤は上記アルバムと2枚組で発売
- The Dream Walker (2014年、To the Stars)
- Lifeforms (2021年、Rise)

### コンピレーション・アルバム
- The Dream Walker Demos (2016年、To the Stars)

### EP
- Stomping the Phantom Brake Pedal (2012年、To the Stars)
- ...Of Nightmares (2015年、To the Stars)
- Chasing Shadows (2016年、To the Stars)
- We Don't Need to Whisper Acoustic (2017年、To the Stars)

### シングル
- "The Adventure" (2006年)
- "It Hurts" (2006年)
- "Do It for Me Now" (2006年)
- "The War" (2006年)
- "Everything's Magic" (2007年)
- "Secret Crowds" (2008年)
- "Breathe" (2008年)
- "Hallucinations" (2009年)
- "Epic Holiday" (2010年)
- "Anxiety" (2011年)
- "Surrender" (2011年)
- "Paralyzed" (2014年)
- "The Wolfpack" (2014年)
- "Tunnels" (2015年)
- "Artillery" (2016年)
- "Chasing Shadows" (2016年)
- "Rebel Girl" (2019年)
- "Kiss & Tell" (2019年)
- "All That's Left Is Love" (2020年)
- "Paper Thin" (2020年) ※with イレニアム、トム・デロング
- "Euphoria" (2021年)
- "Restless Soul" (2021年)
- "Losing My Mind" (2021年)
- "Spellbound" (2021年)
- "Timebomb" (2021年)